# Costers del Rosselló Vilatges
Costers del Rosselló Vilatges és un vi negre amb denominació d'origen (en francès Apellation d'Origine Contrôlée AOC) etiquetat sota les denominacions AOC Côtes du Roussillon Villages, AOC Côtes du Roussillon Villages Caramany, AOC Côtes du Roussillon Villages Latour-de-France, AOC Côtes du Roussillon Villages Lesquerde, AOC Côtes du Roussillon Villages Tautavel i AOC Côtes du Roussillon Les Aspres.
Les varietats i les proporcions utilitzades són les mateixes que per la denominació Costers del Rosselló, encara que només pel vi negre, i tenen uns controls de qualitat específics.
L'àrea de la denominació d'origen consta dels 32 municipis que es troben al nord de la denominació Costers del Rosselló:
- Al Rosselló: Baixàs, Baó, Calce, les Cases de Pena, Cornellà de la Ribera, Espirà de l'Aglí, Estagell, Millars, Montner, Òpol i Perellós, Parestortes, Perpinyà, Pesillà de la Ribera, Ribesaltes, Salses, Sant Esteve del Monestir, Talteüll, Vilanova de la Ribera i Vingrau
- A la Fenolleda: Ansinyà, Bellestar, Caramany, Cassanyes, Centernac, l'Esquerda, Lançac, Maurí, Montalbà del Castell, Planeses, Rasigueres, Sant Pau de Fenollet i la Tor de França.

Quatre dels municipis més una comarca tenen el dret a afegir el seu nom a la denominació d'origen: l'Esquerda (Lesquerda), Talteüll (Tautavel), la Tor de França (Latour-de-France), Caramany i els Aspres (Les Aspres).